# Bisdom San Jacinto
Het bisdom San Jacinto (Latijn: Dioecesis Sancti Hyacinthi) is een rooms-katholiek bisdom met als zetel Yaguachi, in Ecuador. Het bisdom is suffragaan aan het aartsbisdom Guayaquil. 

## Geschiedenis
Het bisdom werd opgericht op 4 november 2009, als het bisdom San Jacinto de Yaguachi, uit delen van het aartsbisdom Guayaquil. Op 8 oktober 2015 veranderde het van naam naar bisdom San Jacinto. 

## Parochies
Het bisdom had in 2020 een oppervlakte van 6.265 km2 en telde 791.800 inwoners waarvan 89,6% rooms-katholiek was.

## Bisschoppen
- Aníbal Nieto Guerra (4 november 2009 - heden)

## Galerij van afbeeldingen

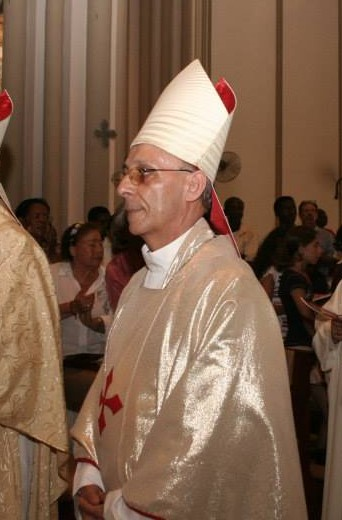
Bisschop Aníbal Nieto Guerra (2009-heden)

Guayaquil (aartsbisdom) · Babahoyo · Daule · San Jacinto · Santa Elena